# Conrad Brumann
Conrad Brumann, (també Bruman), (nascut vers al 1480 - Espira (Alemanya), 31 d'octubre, 1526), va ser un organista i compositor alemany.
Conrad Brumann va ser alumne de Paul Hofhaimer. Es pot trobar com a organista de la catedral i vicari de la catedral a Speyer des de 1513 fins a la seva mort el 1526. El llibre de tabulatures de Leonhard Kleber de 1524 conté composicions per a orgue de Brumann.